# Osvajačice olimpijskih odličja u atletici
Osvajačice olimpijskih medalja u atletici prikazane su dolje niže prema 22 discipline koje su trenutno u programu Olimpijskih igara te u 4 nekadašnje atletske discipline koje su se pojavile na nekim od prijašnjih Igara ali su kasnije izbačene iz programa.
Vidite još i: Atletika na Olimpijskim igrama, Osvajači olimpijskih medalja u atletici, muški